# Óvári
Óvári (románul Oar) falu Romániában, Szatmár megyében. Közigazgatásilag Vetéshez tartozik.

## Fekvése
Szatmár megyében, Szatmárnémetitől nyugatra, a Szamos bal partján, a román-magyar határ mellett fekvő település. Magyarországi szomszédja Csenger, de nincs határátkelő.

## Története
Óvári nevét az oklevelek 1312-ben említették először Ovari alakban, a Csák nemzetségbeli Nagy Barc fia: Mihály ispánnal (A Darahy család őse) és fiával Péterrel kapcsolatban, akik ekkor úgy állapodtak meg Nagy Barc fia Barccal és Ugrinnal, hogy Nagy Barc fia (Terebesi) Bereck fia: Miklós birtokaiból köztük Óváriból is negyed részt kap. Nagy Barc fia Péter le is telepedett Óváriban, és innen vette nevét is. István nevű fiát 1355-ben említették az oklevelek.
1375-ben Óvári Istvánt és fiát Miklóst Darahi Csák fia Miklós megölésével vádolták, ezért itteni birtokrészét I. Lajos király Balk vajdának, máramarosi ispánnak adta.
A 14. század végén a Csaholyiaké és a Drágfiaké volt, de mellettük később több családnak is volt birtoka: így a Darahy, Gacshályi és a Csatóházi Csatóknak is.
1483-ban Szokoly dános csanádi püspök és testvérei királyi adományként Hunyadi Mátyástól megkapták az egész Óvári helységet a Szamos révjével együtt.
A 16. században Óvári a Báthoriaké volt, és egészen a család kihaltáig az övék is maradt.
1609-ben Vetési László volt a település birtokosa.
Az 1500-as évek közepén és az 1600-as évek elején Óvári jelentékeny hely lehetett, mivel több jelentősebb eseménynek is színhelye volt:
1554-ben a reformátusok tartottak zsinatot, melyen a Szatmár vármegyei lelkészek a reformáció lutheri irányáról a kálvinira tértek át.
1610-ben Thurzó György nádorispán innen intézett diplomát „in oppido Ovári” néven Szatmár vármegyéhez.
A Szamos árvizeitől Óvári is sokat szenvedett, az ár a települést elmosta, s ezért új helyen építették újjá.
A 18. században is több birtokosa volt: a Szilágyi, Mátay, Pogány, Peley és Rápholty Nagy családok szereztek itt birtokot, de a jezsuitáknak is volt itt részbirtoka.
A 19. század közepéig a Peley, Kerekes, Mátay, Szilágyi családok voltak urai.
A 20. század elején Szilágyi Béla és László és Komoróczy Iván volt itt nagyobb birtokos.
A településnek a 20. század elején vasas gyógyfürdője is volt.
A település határában található Babod dűlő, mely egy elpusztult település emlékét őrzi. A Borczhalom nevű helyről pedig egy népi legenda maradt fenn: az itteni lakosság  úgy tartja, hogy Árpád Boroz nevű vezéréről vette nevét.
A trianoni békeszerződés előtt Szatmár vármegye csengeri járásához tartozott. 1940-ben a második bécsi döntés után visszatért Magyarországhoz. 1944-től megint Romániához tartozik.

## Nevezetességek
- Református temploma 1811-ben épült.
- Görögkatolikus temploma 1875-ben épült.

## Testvérvárosok
- Csenger, Magyarország